# El jueves siguiente
El jueves siguiente (título original en inglés: The Man Who Died Twice, lit. 'El hombre que murió dos veces') es una novela policíaca escrita por el comediante y presentador británico Richard Osman. Fue publicado por Viking Press de Penguin Random House en septiembre de 2021 y es la secuela de El club del crimen de los jueves.

## Antecedentes
Tras la publicación de El club del crimen de los jueves, Osman dijo que había decidido seguir escribiendo debido a su éxito fuera del Reino Unido, diciendo: «Estaba muy preocupado por esa cosa, 'Oh, es una celebridad escribiendo una novela', que, por supuesto, es una de las peores frases del idioma inglés». Su madre, que vive en una casa de retiro como los personajes, inicialmente se había preocupado de que el libro anterior hubiera contenido elementos de su propia vida; después de descubrir que ese no era el caso, informó haber disfrutado mucho más de la secuela, habiendo leído El club del crimen de los jueves «en un pánico ciego».

## Personajes y trama
Al igual que The Thursday Murder Club, la trama gira en torno a un cuarteto de jubilados que viven en Kent y que resuelven asesinatos: Elizabeth, Ron, Ibrahim y Joyce. Al formar el equipo, Osman había dicho que se inspiró en el programa de televisión The A-Team, que había visto en su juventud. Elizabeth Best, la líder del grupo, es una exagente del MI5; Ron Ritchie es un exlíder sindical; Ibrahim Arif es un psiquiatra egipcio jubilado; Joyce Meadowcroft es enfermera jubilada.
El exmarido de Elizabeth, Douglas Middlemiss, un agente del servicio secreto, había irrumpido en la casa de un banquero criminal, Martin Lomax. Poco después, 20 millones de libras esterlinas en diamantes desaparecen de esa casa, y el banquero sospecha de él; el banquero amenaza con dar a los propietarios de los diamantes, mafiosos de Nueva York y miembros del cartel de Colombia, detalles sobre su marido en caso de que los diamantes no sean devueltos. Ibrahim es agredido durante un robo callejero, lo que le provoca depresión y reclusión. Debido a la falta de pruebas, la policía tiene las manos atadas y al trío restante se le dice que busque represalias ellos mismos.

## Tema del envejecimiento
El jueves siguiente se centra en el tema de la edad, y Osman dice que no quería tratar con condescendencia a los ancianos. Además, reveló que había tratado de centrarse en la mortalidad de una manera «refrescante y posiblemente incluso calmante».
Lynne Truss de The Guardian declaró que «la comedia de El jueves siguiente permite que todos sus personajes estén alerta a realidades aleccionadoras: el tiempo que se acaba; la pérdida de seres queridos por muerte o demencia; sensación de inseguridad física en el mundo moderno; de que los hijos mayores te encuentren estúpido y aburrido». Jake Kerridge de The Daily Telegraph escribió que «Osman logra mantener la novela arraigada en la verdad al centrarse en las preocupaciones cotidianas de sus personajes centrales, así como en sus espeluznantes aventuras: el estoicismo heroico de Elizabeth frente a la demencia invasora de su marido; las peleas circulares de Joyce con la hija por la que moriría pero que no le gusta mucho».
Al elogiar a los personajes, Michael Dirda de The Washington Post escribió que el club titular eran «personas mayores comunes y corrientes pero, como todas las personas mayores, mucho más profundas y complicadas de lo que parecen». Joan Smith de The Sunday Times, sin embargo, criticó la falta de realismo en la interpretación de Osman, destacando que los miembros del club tenían «entre 70 y 80 años, pero conservan todas sus facultades y no parece tener ningún problema financiero mientras corre por alrededor de la policía».

## Recepción
Si bien la calificó de «magníficamente entretenida», Truss criticó la falta de «sensación de peligro» de la novela, y Kerridge estuvo de acuerdo. Tom Nolan de The Wall Street Journal lo llamó «un deleite puro, lleno de escritura aguda, sorpresas repentinas, corazón, comedia, tristeza y grandes bromas», y Dirda calificó el libro de «tremendamente entretenido».
Robert Dex, del Evening Standard, tenía opiniones encontradas sobre la novela y escribió que la trama «tiene más agujeros que un patrón de tejido poco fiable y sus personajes – aparte de Elizabeth y su compañera Joyce – son bastante endebles». Sin embargo, afirmó: «Como crítico puedo encontrar muchas fallas, pero como lector no me importó», después de haberlo «leído de principio a fin y disfrutar cada minuto». Joan Smith fue más dura y calificó la trama como «tan trillada que es difícil de leer sin bostezar». Fue más allá, criticando a Osman como «un pony de un solo truco», a sus personajes como «delgados como el papel» y criticando sus dos libros de «telenovela» por «carecer de la seriedad moral subyacente que es un ingrediente esencial de la mejor ficción criminal». Además, acusó a Osman de «no tomar en serio el asesinato, despachando a personajes con abandono descuidado».

## Publicación
Tras su publicación el 16 de septiembre de 2021 por Viking, El jueves siguiente se convirtió en una de las novelas con mejor rendimiento desde que comenzaron los registros en la década de 1990, vendiendo 114 202 copias en los primeros tres días que estuvo disponible; Esto llevó a un analista de la industria a llamar a Osman un «fenómeno editorial». Sin embargo, una destacada revista de libros, dirigida por el exeditorde Rolling Stone, se negó a reseñarla, diciendo que «hay cientos de libros nuevos publicados cada semana» y que existía la «ilusión» de que sólo dos libros (El jueves siguiente y Dónde estás, mundo bello) estaban a la venta, pidiendo a sus lectores que «se centraran en la montaña de otras cosas que mágicamente han sido hechas desaparecer».

## Secuelas
A El jueves siguiente le siguió El misterio de la bala perdida, el tercer libro de la serie Thursday Murder Club . Este libro se publicó el 15 de septiembre de 2022 y fue bien recibido, siendo mencionado como un éxito de ventas del The New York Times. La siguiente secuela fue El último en morir, publicada el 12 de septiembre de 2023.